# Svanholm Singers

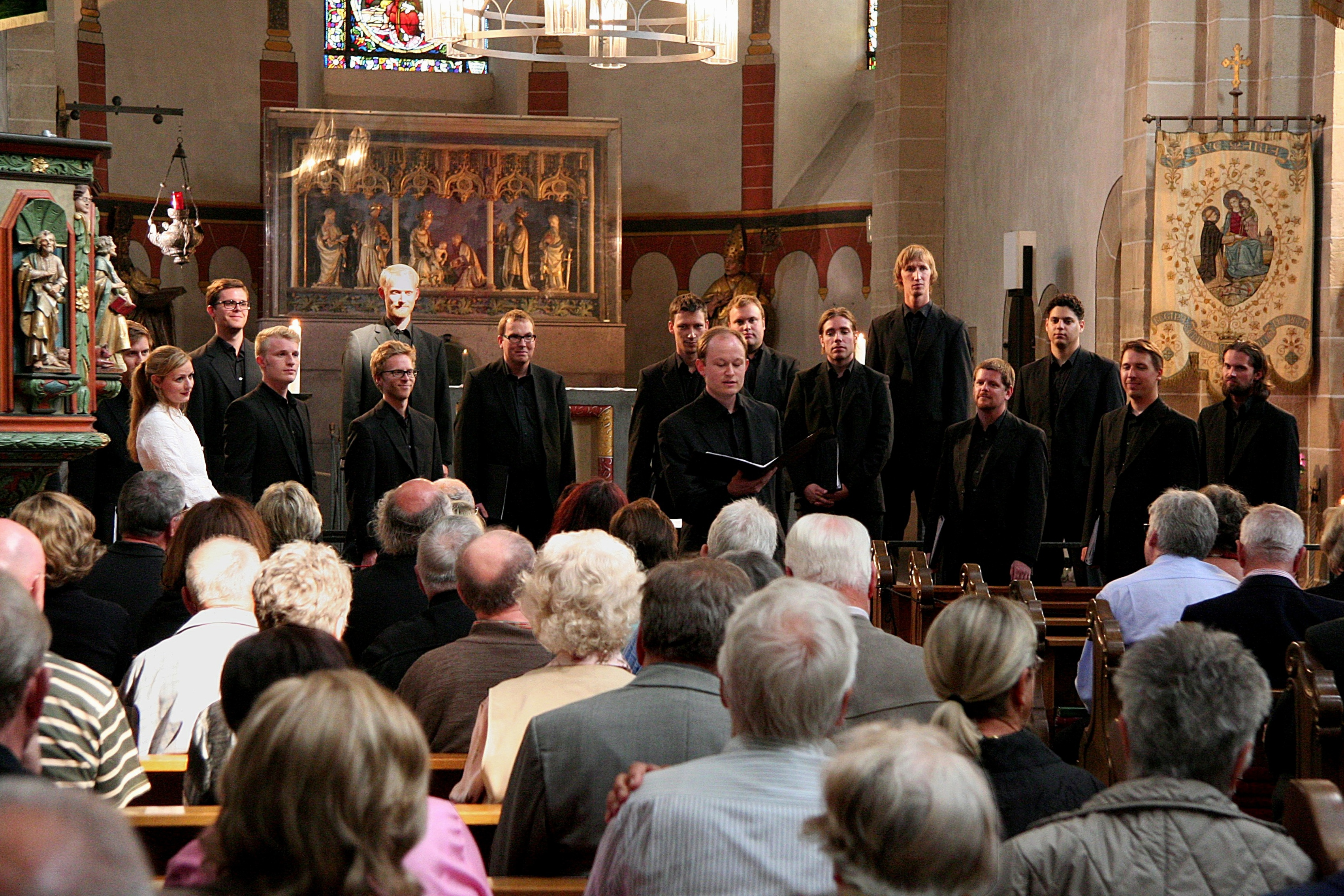
Svanholm Singers in Treis-Karden, Germany

Svanholm Singers är en svensk kammarkör bildad i Lund 1998. 
Svanholm Singers består av ett tjugotal sångare i 20-30-årsåldern och leds sedan 2001 av dirigenten Sofia Söderberg. Kören har turnerat i Europa och Asien, och har givit ut sex skivor: Svanholm Singers (1999), Romance (2002), december (2004), Live in Japan (2006), Tormis - Works for Men's Voices (2007) och Fingerprints (2010). Works for mens's Voices spelades in tillsammans med den estniske tonsättaren Veljo Tormis i samband med Lund International Choral Festival 2006.
Kören har vunnit första pris vid ett flertal internationella körtävlingar, bl.a. Tolosa International Choir Contest 2016, International Choir Festival "Tallinn 2007", Tallinn (Estland) 2007, C.A. Zeghizzi, Gorizia (Italien) 2006, Madetojafestivalen i Lahtis (Finland) 2005, Hora Cantavi, Suwalki (Polen) 2002 och i Takarazuka (Japan) 1999. Svanholm Singers vann även den svenska körtävlingen Toner för miljoner 1998. 
Svanholm Singers är uppkallade efter operasångaren Set Svanholm, far till  Eva Svanholm Bohlin, körens grundare och första dirigent.